# Europa Point, Gibraltar
Europa Point (spanska: Punta Europa) är en udde i Gibraltar. Det är den sydligaste punkten i Gibraltar. Närmaste större samhälle är Gibraltar, 4,0 km norr om Europa Point. På udden finns Europa Point fyr.